# Cissus astrotrichus
Cissus astrotrichus är en vinväxtart som beskrevs av François Gagnepain. Cissus astrotrichus ingår i släktet Cissus och familjen vinväxter. Inga underarter finns listade i Catalogue of Life.